# Hughes-Becken
Das Hughes-Becken ist ein großes Firnfeld in Form eines Beckens, das abgesehen von der Südseite von den Ravens Mountains, Mount Henderson, Mount Olympus und Mount Quackenbush eingefasst wird. Das Becken hat ein Nord-Süd-Gefälle von 2000 m Höhe nahe Mount Olympus auf 1000 m Höhe unweit des Darnell-Nunatak, wo es in den Byrd-Gletscher übergeht.
Benannt ist es nach dem Geologen Terence J. Hughes von der der University of Maine, der in der Saison 1978/1979 intensive Untersuchungen und Vermessungsarbeiten am Byrd-Gletscher vornahm.